# Pliberški pokol
Pliberški pokol (hrvaško Bleiburški pokolj oz. Bleiburška tragedija) je hrvaški naziv za dogodke po koncu druge svetovne vojne, potem ko so Britanci izročili 95.000 vojnih zločincev, vojakov in civilov, ustašev, četnikov, domobrancev in drugih nemških kolaboracionistov ter domačih izdajalcev jugoslovanski partizanski vojski. V sledečih tednih po dogodku je sledilo več izvensodnih usmrtitev izročencev.
Ko se je pokazalo, da je poraz nacistične Nemčije in s tem tudi Neodvisne države Hrvaške neizogiben, je hrvaška vlada kljub objavi splošne pomilostitve ukazala umik svojih oboroženih sil v Avstrijo, kjer naj bi se skupaj z zahodnimi zavezniki vrnili osvobajati svojo domovino. Po nemški kapitulaciji se je glavnina hrvaške armade pod generalom Herenčićem vdala britanski vojski blizu avstrijskega mesta Pliberk (nemško Bleiburg) ob meji s Slovenijo. Med njimi je bilo približno 95.000 še vedno oboroženih vojakov in častnikov, med njimi tudi vodje koncentracijskega taborišča Jesenovaca in drugih ustaških uničevalnih taborišč, nune iz uničevalnega taborišča za otroke Jastrebarsko, poleg tega pa tudi veliko civilnih beguncev.
15. maja 1945 je britanski general Patrick Scott ukazal izročitev vseh kolaboracionističnih vojakov Jugoslovanski armadi, katere poveljnik je bil Danilo Basta, politični komisar 51. vojvodinske divizije. Poleg vojakov so izročili tudi civiliste. Ti ljudje so bili ubiti v naslednjih tednih.
Le manjši del vojakov in civilistov so pobili v okolici Pliberka; največ jih je umrlo na pohodih skozi Jugoslavijo, pa čeprav so s seboj kot živi ščit vodili jetnike iz svojih taborišč, zlasti ženske in otroke, ki pa čez Dravo niso prišli živi. Veliko izročencev je umrlo v pobojih v Kočevskem Rogu.
V hrvaški emigrantski literaturi so za te dogodke uporabljali pojem »Križev pot« (Križni put, tudi Križni putevi), ki so ga po osamosvojitvi tudi uvedli v uradno zgodovinopisje na Hrvaškem. »Bleiburg« je postal simbol in metafora za trpljenje Hrvatov pod komunizmom.